# Hilton Valentine
Hilton Stewart Paterson Valentine (North Shields, North Tyneside, 21 mei 1943 – 29 januari 2021) was een Brits musicus, die het meest bekend was als gitarist van The Animals, een popgroep uit het begin van de jaren zestig.

## Tot en met The Animals
Valentine was al vroeg geïnteresseerd in skifflemuziek. Toen hij dertien was, kreeg hij zijn eerste gitaar. Hij leerde zichzelf spelen en stichtte samen met vrienden een eigen skifflegroep, The Heppers. Op het eind van de jaren vijftig namen ze de naam The Wildcat aan en gingen ze rock-'n-roll spelen.
In 1963 vroeg Chas Chandler, die Valentines gitaarspel bewonderde, hem of hij wilde overstappen naar The Alan Price Combo, de groep waarin hijzelf speelde. Kort daarna kreeg de groep de naam en de samenstelling die beroemd zou worden: The Animals, bestaande uit Alan Price (elektronisch orgel), Eric Burdon (zang), John Steel (drums), Chas Chandler (basgitaar) en Hilton Valentine (gitaar).
Hilton Valentine bleef lid van The Animals tot de groep in september 1966 uit elkaar viel en speelde mee op alle grote hits van de groep (zoals The House of the Rising Sun, Don't Let Me Be Misunderstood en We Gotta Get out of This Place). Hij speelde de intro van The House of the Rising Sun, die oefenmateriaal is geworden voor menige beginnende gitarist.

## Daarna
Na zijn Animals-tijd woonde Valentine een tijdlang in Californië. Hij maakte een soloplaat, die niet goed verkocht, en keerde terug naar Engeland.
Daar raakte hij betrokken bij allerlei Animals-projecten. In 1975 namen de vijf oorspronkelijke Animals in de studio's van Chas Chandler een nieuwe lp op, die pas twee jaar later uitkwam onder de titel Before we were so rudely interrupted. In het tussenliggende jaar deden ze een korte tournee. In 1983 herhaalden ze het experiment met de lp Ark, dit keer gevolgd door een langere tournee.
In de jaren negentig toerde hij met John Steel, Dave Rowberry (in 1965 de opvolger van Alan Price) en een nieuwe zanger en bassist, alweer onder de naam The Animals.
In 1994 kreeg de groep een plaats in de Rock and Roll Hall of Fame. Alle vijf oorspronkelijke leden waren aanwezig bij de plechtigheid. In mei 2001 mochten The Animals hun handafdrukken achterlaten op Hollywood’s Rock Walk of Fame. Daar waren Hilton Valentine, Eric Burdon, John Steel en Dave Rowberry aanwezig. Ze gaven ook een concert. De Rock Walk of Fame is een stuk trottoir langs Sunset Boulevard, waar veel rocksterren hun handafdruk in het beton hebben gezet. Tussen de afdrukken van de vier is daar een kleine gedenkplaat aangebracht voor Chas Chandler, die in 1996 was overleden.
Vanaf 2004 hield Valentine zich bezig met zijn oude liefde, skifflemuziek. Onder de naam Skiffledog maakte hij tamelijk minimalistische cd's, waarop hij zong en zichzelf begeleidde op een akoestische gitaar en andere instrumenten. Tussen februari 2007 en november 2008 toerde hij daarnaast met Eric Burdon. Hij woonde de laatste jaren in Connecticut, USA.